# 科雷多爾山脈
41°37′8.54″N 2°27′48.5″E / 41.6190389°N 2.463472°E
科雷多爾山脈，是西班牙的山脈，位於該國東北部加泰羅尼亞，屬於加泰羅尼亞海岸山脈中馬里納山脈的一部分，長3.2公里，最高點海拔高度642米。